# Liste der Monuments historiques in Lederzeele
Die Liste der Monuments historiques in Lederzeele führt die Monuments historiques in der französischen Gemeinde Lederzeele auf.

## Liste der Bauwerke
| Bezeichnung | Beschreibung | Standort                  | Kennzeichnung | Schutzstatus | Datum | Bild |
| ----------- | ------------ | ------------------------- | ------------- | ------------ | ----- | ---- |
| Motte       | Mittelalter  | Canton de Grimberg (Lage) | PA00107562    | Inscrit      | 1983  |      |
| Motte       | Mittelalter  | Le Village (Lage)         | PA00107563    | Inscrit      | 1979  |      |